# Sân bay quốc tế Crnl. FAP Francisco Secada Vignetta
Sân bay quốc tế Coronel FAP Secada Vignetta Francisco (IATA: IQT | ICAO: SPQT) là một sân bay phục vụ thành phố lớn thứ năm của Peru, Iquitos. Đây và Pucallpa 's Sân bay quốc tế Captain Rolden là các trung tâm chính trong Peru và lưu vực sống amazon. Sân bay được dùng như là một điểm kết nối cho nhiều thành phố nhỏ bé, thị xã, và điểm đến khác nằm trong rừng rậm. Trong quá khứ sân bay đã phục vụ điểm đến gần đó Brasil và Miami, Florida, Hoa Kỳ, nhưng những chuyến bay này theo lịch trình không còn nữa. Hiện đã có nhiều cuộc đàm phán đang diễn ra trực tiếp nhưng hiện nay không phải là bất kỳ. đường băng của nó là hoàn toàn mở. Sân bay có các chuyến bay tới các điểm đến khác trong cả nước với các hãng hàng không khác nhau. Sân bay là cửa ngõ chính cho khách du lịch đến thăm thành phố Iquitos, và Rừng mưa Amazon, rừng mưa lớn nhất thế giới.

## Hãng hàng không và điểm đến
| Hãng hàng không   | Các điểm đến             |
| ----------------- | ------------------------ |
| LAN Perú          | Lima, Cuzco              |
| Peruvian Airlines | Lima                     |
| Star Perú         | Lima, Pucallpa, Tarapoto |

## Hàng hóa
| Hãng hàng không     | Các điểm đến |
| ------------------- | ------------ |
| Centurion Air Cargo | Miami        |
| Tradewinds Airlines | Lima, Miami  |